# Josh Cullen
Joshua Jon Cullen (Westcliff-on-Sea, 7 april 1996) is een Iers-Engels voetballer, die bij voorkeur als middenvelder speelt. In juli 2022 verruilde hij RSC Anderlecht voor drie seizoenen bij Burnley. Cullen debuteerde in 2019 in het Iers voetbalelftal.

## Clubcarrière

### West Ham United
Cullen kwam in 2010 in de jeugdopleiding van West Ham United terecht. Hij maakte op 2 juli 2015 zijn debuut in het eerste elftal, tijdens een wedstrijd in de UEFA Europa League tegen FC Lusitanos. Cullen kwam na 60 minuten binnen de lijnen als vervanger van Joey O'Brien. Twee maanden later maakte hij zijn debuut in de Premier League, tegen Liverpool.

#### Verhuur aan Bradford City
Cullen ondertekende in februari 2016 een contract op huurbasis bij Bradford City. In maart 2016 werd de huurperiode verlengd tot het einde van het seizoen 2015-2016. Op 8 augustus 2016 vertrok Cullen opnieuw op huurbasis naar Bradford City. Ditmaal voor de duur van 5 maanden. Hij scoorde zijn eerste competitiedoelpunt in de met 2-1 gewonnen wedstrijd tegen MK Dons op 16 augustus 2016. De huurperiode werd op 3 januari 2017 verlengd tot het einde van het seizoen.

#### Verhuur aan Bolton Wanderers
Op 1 augustus 2017 ging Cullen, samen met teamgenoot Reece Burke, op huurbasis aan de slag bij Bolton Wanderers tot januari 2018. Hij kwam tot 12 optredens voor de club.

#### Verhuur aan Charlton Athletic
Op 30 augustus 2018 werd Cullen verhuurd aan Charlton Athletic tot het einde van het seizoen 2018/19. Cullen liep op 6 november 2018 tegen Walsall in de slotfase een schouderblessure op. Hij maakte zijn rentree in het eerste elftal in januari 2019 tegen Accrington Stanley. Cullen wist met Charlton via play-offs te promoveren naar de Championship. Na afloop van het seizoen keerde hij terug naar West Ham en speelde hij in de voorbereiding mee in verschillende oefenwedstrijden. In augustus 2019 keerde hij terug naar Charlton, dat hem voor het seizoen 2019/20 wederom huurde.

### RSC Anderlecht
Cullen verruilde in de zomer van 2020 West Ham United voor RSC Anderlecht; hij ondertekende een contract voor drie jaar. Op 18 oktober 2020 speelde hij ook zijn eerste officiële wedstrijd voor Anderlecht: de wedstrijd tegen Oud-Heverlee Leuven eindigde op 2-2.

### Burnley
Half juli 2022 verhuisde Cullen mee met voormalig RSC Anderlecht coach Vincent Kompany naar Burnley voor een transferbedrag van drie miljoen euro. De Ierse middenvelder tekende een contract voor drie seizoenen bij de Engelse club. Met Burnley promoveerde Cullen tweemaal van de Championship naar de Premier League, namelijk in 2023 en in 2025.

## Interlandcarrière
Cullen speelde één wedstrijd voor het Engels voetbalelftal onder 16, waarna hij besloot om voor Ierland uit te komen. In 2014 debuteerde hij in Ierland onder 19, waar hij uiteindelijk driemaal voor uitkwam. Op 4 september 2015 maakte Cullen zijn debuut voor Jong Ierland in de oefenwedstrijd tegen Quatar onder 23.
Op 15 maart 2019 werd hij voor het eerst opgeroepen voor het Iers voetbalelftal, maar tot een debuut kwam het nog niet. Hij maakte zijn debuut op 10 september 2019. Op die dag won Ierland een oefenwedstrijd tegen Bulgarije met 3-1. Cullen speelde de hele wedstrijd mee.

## Clubstatistieken
| Seizoen | Club                | Land              | Competitie         | Competitie | Competitie | Beker | Beker | Europa | Europa | Play-Offs | Play-Offs | Totaal | Totaal |
| Seizoen | Club                | Land              | Competitie         | Wed.       | Dlp.       | Wed.  | Dlp.  | Wed.   | Dlp.   | Wed.      | Dlp.      | Wed.   | Dlp.   |
| ------- | ------------------- | ----------------- | ------------------ | ---------- | ---------- | ----- | ----- | ------ | ------ | --------- | --------- | ------ | ------ |
| 2015/16 | West Ham United     | Vlag van Engeland | Premier League     | 1          | 0          | 0     | 0     | 3      | 0      | 0         | 0         | 4      | 0      |
| 2015/16 | → Bradford City     | Vlag van Engeland | League One         | 17         | 0          | 0     | 0     | −      | −      | 2         | 0         | 17     | 0      |
| 2016/17 | → Bradford City     | Vlag van Engeland | League One         | 43         | 1          | 3     | 0     | −      | −      | 3         | 0         | 46     | 1      |
| 2017/18 | → Bolton Wanderers  | Vlag van Engeland | Championship       | 12         | 0          | 0     | 0     | −      | −      | 0         | 0         | 12     | 0      |
| 2017/18 | West Ham United     | Vlag van Engeland | Premier League     | 2          | 0          | 3     | 0     | −      | −      | 0         | 0         | 3      | 0      |
| 2018/19 | → Charlton Athletic | Vlag van Engeland | League One         | 29         | 1          | 0     | 0     | 0      | 0      | 3         | 0         | 32     | 1      |
| 2019/20 | → Charlton Athletic | Vlag van Engeland | Championship       | 34         | 1          | 0     | 0     | 0      | 0      | 0         | 0         | 34     | 1      |
| 2020/21 | West Ham United     | Vlag van Engeland | Premier League     | 0          | 0          | 1     | 0     | —      | —      | 0         | 0         | 1      | 0      |
| 2020/21 | RSC Anderlecht      | Vlag van België   | Jupiler Pro League | 21         | 0          | 3     | 0     | —      | —      | 6         | 0         | 30     | 0      |
| 2021/22 | RSC Anderlecht      | Vlag van België   | Jupiler Pro League | 34         | 0          | 6     | 0     | 4      | 0      | 6         | 1         | 50     | 1      |
| 2022/23 | Burnley             | Vlag van Engeland | Championship       | 0          | 0          | 0     | 0     | 0      | 0      | 0         | 0         | 0      | 0      |
| TOTAAL  | TOTAAL              | TOTAAL            | TOTAAL             | 193        | 3          | 16    | 0     | 7      | 0      | 20        | 1         | 229    | 4      |

Clubstatistieken zijn bijgewerkt op 13 juli 2022.
1 Trafford ·
3 Sambo ·
5 Estève ·
6 Egan-Riley ·
7 Sarmiento ·
8 Brownhill  ·
9 Rodriguez ·
10 Manuel ·
11 Anthony ·
12 Humphreys ·
14 Roberts ·
15 Redmond ·
16 Egan ·
17 Foster ·
18 Ekdal ·
19 Flemming ·
20 Green ·
21 Ramsey ·
23 Pires ·
24 Cullen ·
28 Hannibal ·
29 Laurent ·
30 Koleosho ·
31 Trésor ·
32 Hladky ·
37 Houtondji ·
42 Massengo ·
44 Delcroix ·
Coach: Parker
· Assistent-coach: Jackson
· Assistent-coach: Jensen